# 必列啫士街街市

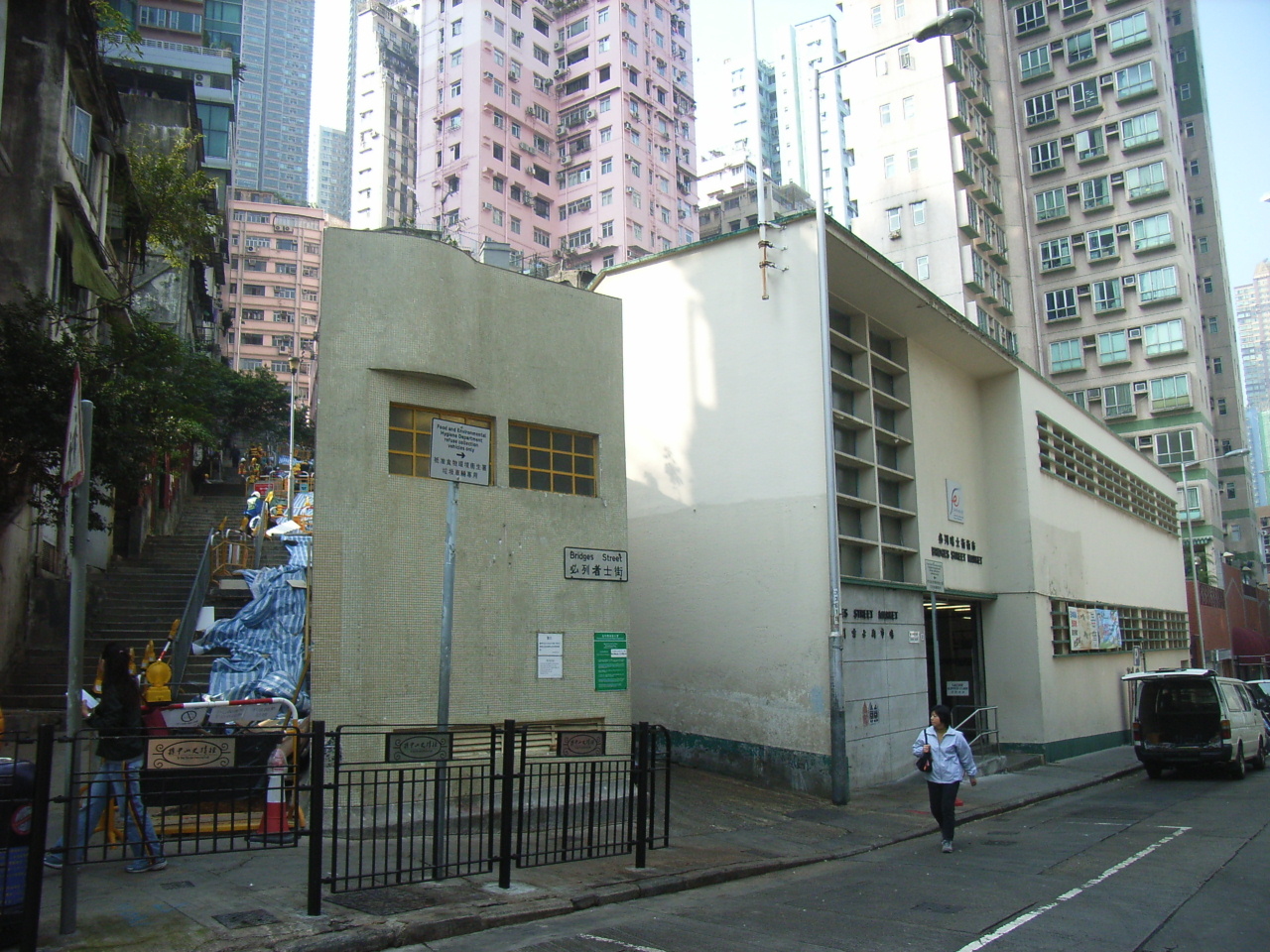
必列啫士街街市

必列者士街街市入口

必列啫士街街市（英語：Bridges Street Market），前稱必列啫士街市場，是香港一座市場建築，位於香港島上環必列者士街2號，由食物環境衛生署管理。街市屬「包浩斯」建築風格，於2011年9月2日獲得古物古蹟委員會列為香港三級歷史建築。該處為孫中山先生受洗之佈道所的舊址，故納入孫中山史蹟徑，以紀念有關事蹟。

## 歷史

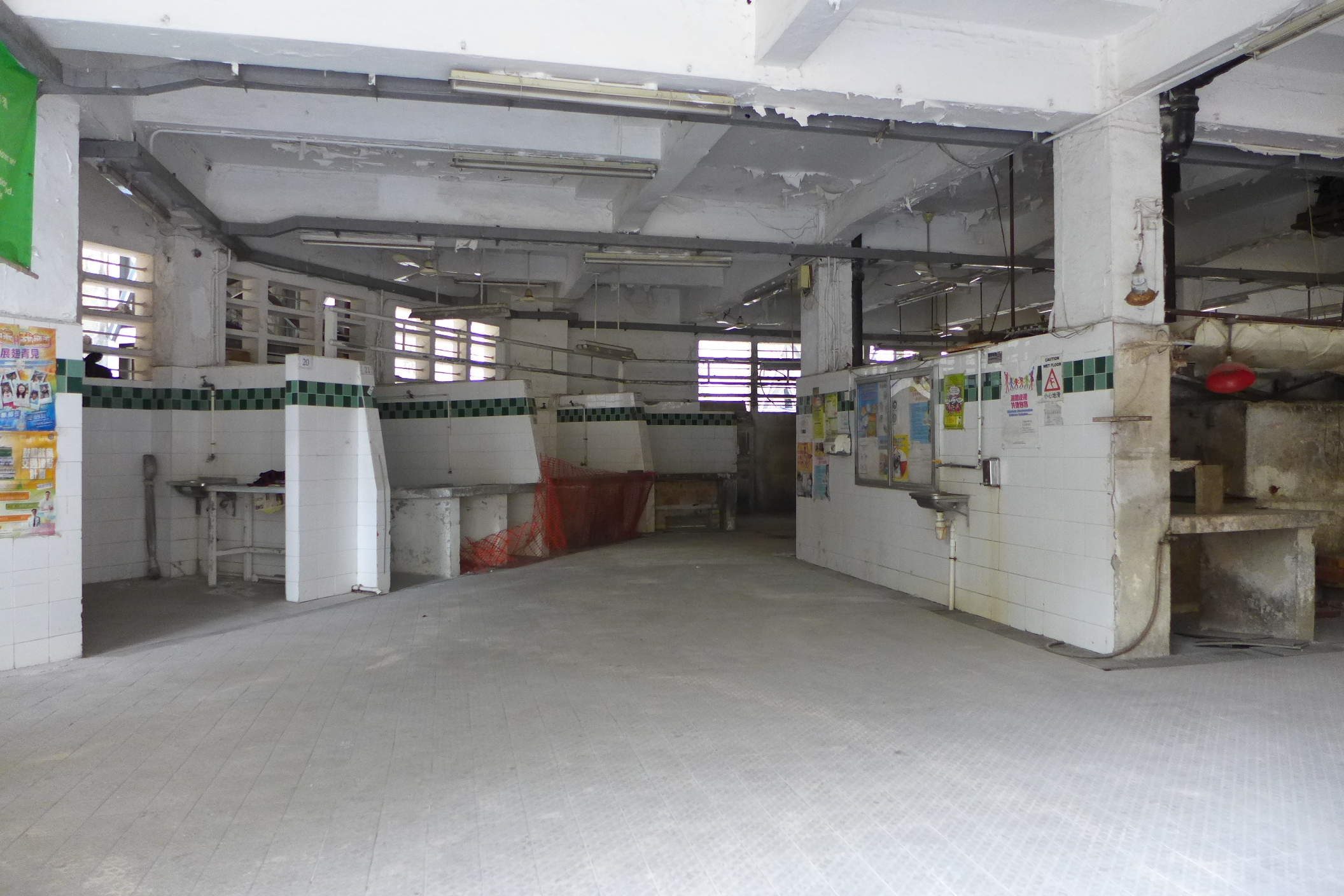
必列啫士街街市內部（2015年）

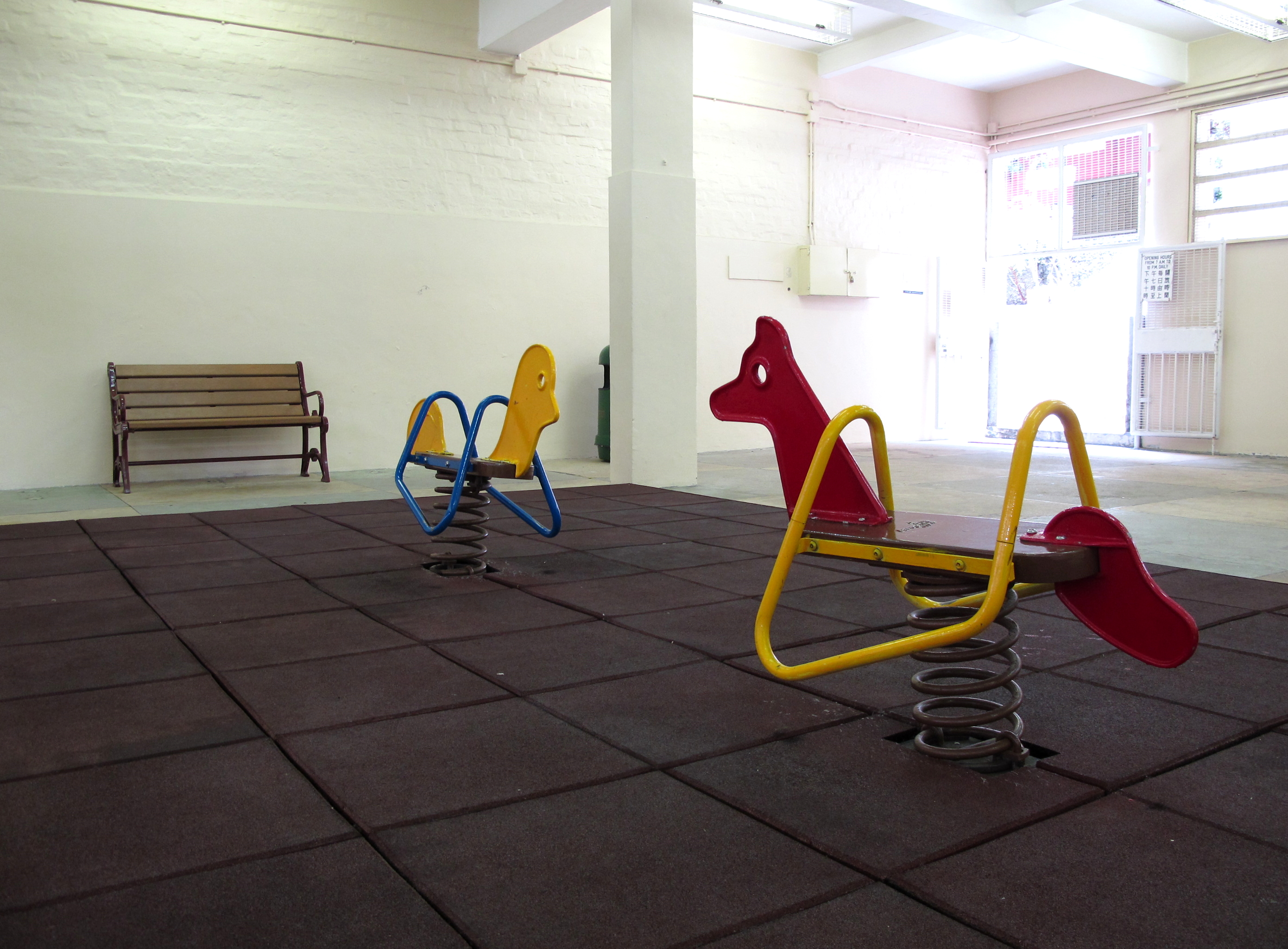
必列啫士街街市頂層設兒童遊樂場

1883年，美國籍的喜嘉理牧師於該址創立美國公理會佈道所（綱紀慎會）。翌年5月4日，喜嘉理給孫中山登記教名「孫日新，香山翠亨鄉」及安排在禮拜堂受洗，「日新」與「逸仙」同音，是孫自己取自《大學》第三章《盤銘》的「茍日新，日日新，又日新」。同年10月19日，孫中山的小時摯友陸皓東也在此處認信入教，在受洗登記名冊上，陸皓東登記的名字是「陸中桂」。1884年至1886年間，孫中山先生就讀中央書院時，曾於該佈道所二樓居住。佈道所於1901年遷往必列者士街68號。
香港日治時期後，市政局於該址興建一座街市建築，以取代在戰火中被毀的舊街市，街市於1953年落成啟用，為戰後首座街市建築。1969年，街市建築一樓部分地方改建為室內兒童遊樂場，並加建兩道連接橋接駁至旁邊的永利街。

### 改造
2003年3月，永利街一帶被市區重建局建議納入市區重建項目，而街市建築則建議清拆，建造「孫中山紀念廣場」，介紹孫中山的事迹，為現時的「中山史蹟徑」增添一個新景點。
2008年，中西區區議會同意關閉必列啫士街街市。
到了2013年2月，發展局公布第三期活化歷史建築伙伴計劃申請結果，決定街市批准交予新聞教育基金，將活化成香港新聞博覽館，是亞洲首間以新聞為主題的博物館。籌備工作組組長、香港商業電台新聞總監陳淑薇說，街市會盡量保留原貌，並會加建升降機，作為通往永利街的無障礙通道。博覽館免費入場，但館內部分設施會收費，例如互動遊戲採用新技術，令市民恍如置身新聞現場，另設體驗館，讓參觀者體驗在鏡頭前報道新聞。
展覽策劃委員會主席蘇鑰機教授透露，將保留街市地下的「劏雞房」展出香港的疫症如鼠疫、禽流感、沙士等事件的報道。另一樓的原街市「豬肉枱」也會完整保留，改作售賣紀念品商舖。
2015年10月，政府向立法會工務小組必列啫士街街市活化為香港新聞博覽館的計劃，斥資8530萬港元進行活化工程。
2018年12月5日，該館正式開幕，逢星期二至日開放，免費入場。

## 建築風格
必列啫士街街市於戰後興建，為一座使用鋼筋混凝土構架興建的建築物，屬包浩斯風格設計，以簡約實用為主。

## 設施
必列啫士街街市樓高兩層，底層設有26個魚類及家禽檔位，一樓則設有33個肉類及蔬果檔位，以及室內兒童遊樂場，內有長椅及乒乓球桌。

## 鄰近
- 香港中華基督教青年會必列者士街會所
- 荷李活道已婚警察宿舍
- 中華基督教會公理堂 (必列者士街)
- 永利街
- 聚賢居
- 英皇書院同學會小學

## 外部連結
维基共享资源上的相關多媒體資源：必列啫士街街市